# JIMO
A NASA JIMO (Jupiter Icy Moons Orbiter azaz jupiteri jeges holdak orbitere), a Prometheus-program részeként, az első nukleáris meghajtású amerikai űrszonda lett volna. Tervezett indulása a Jupiterhez 2011 volt, a bolygó holdjainak tanulmányozása céljából. A meghajtást ionhajtómű szolgáltatta volna, amely működéséhez a szükséges energiát egy nukleáris reaktor állítja elő.
2006-ban a programot törölték a magas költségei miatt, helyette 2020 körül tervezik indítani a EJSM küldetés szondáit.

## Külső hivatkozások

### Magyar oldalak
- Rajzasztalon a jövő atommeghajtású Jupiter expedíciója (2003. szeptember 23.)[halott link]
- Nemsokára visszamegyünk a Jupiterhez (2003. szeptember 23.)

### Külföldi oldalak
- Future Jupiter exploration on the drawing boards
- Proposed nuclear-powered Jupiter mission defined (2004. május 27.)